# La botera
La botera  es una película coproducción de Argentina y Brasil filmada en colores dirigida por Sabrina Blanco sobre su propio guion que se estrenó el 19 de diciembre de 2019. Tuvo como actores principales a Nicole Rivadero, Alan Gómez, Sergio Prina y Gabriela Saidon y obtuvo varios premios en festivales internacionales.

## Sinopsis
Tati, una niña de 13 años,  vive pobremente con su padre en la llamada Isla Maciel junto al Riachuelo, una corriente de agua contaminada. Quiere ser botera, un oficio solo realizado por hombres, que está cerca de desaparecer. Mientras aprende a remar,  crece entre las complejidades propias de su edad y su entorno.

## Reparto
Participaron del filme los siguientes intérpretes:
- Nicole Rivadero	...	Tati
- Alan Gómez...	Maxi
- Sergio Prina...	Osvaldo
- Gabriela Saidon...	Alicia
- Katherine Gisela Acosta...	Cinthia
- Roger Rodríguez...	Kevin
- Catia Assis	...	Madre de Kevin
- Luana Camina Zapata...	Jackie
- Laura Santos...	Maestra
- Federico Orio	...	Guía turístico
- Juan Carlos Mansilla	...	Botero
- Emiliano Maidana...	Preceptor
- Patricia Cruz...	Directora
- Cacho Castillo...	Pasajero
- Guido Ledezma...	Amigo de Maxi 1
- Juan Bogado	...	Amigo de Maxi 2
- Jaqueline Beatriz Obregón...	Amiga de Cinthia 1
- Florencia Carolina Miranda Torres...	Amiga de Cinthia 2
- Milagros Fernández	...	Bailarina 1
- Camila Zapata	...	Bailarina 2
- Ludmila Pérez	...	Bailarina 3
- Margarita Obregón	...	Bailarina 4
- Milagros Benítez	...	Chica embarazada

## Comentarios
Leonardo D’Espósito en Noticias escribió:

”Contar la vida pobre tiene riesgos: sobre todo, hacer cine pobre (de ideas, de miradas). No es el caso: es más importante el deseo de la protagonista de 14 años en volverse botera que cualquier otra cosa, y aparece el gran tema (quizás el único) del arte. Es decir, el llamado inasible de la vocación.
Incluso cuando la película quiere, por momentos, ir a la denuncia, esa voluntad sin causa termina imponiéndose.

Alejandro Lingenti en La Nación opinó:

”… película cargada de hallazgos. Un tema interesante como la búsqueda de identidad que una adolescente emprende en un contexto áspero, ambientada en un escenario singular… y sobre todo una protagonista entrañable como Nicole Rivadero, una chica de ese barrio que la directora conoció en profundidad haciendo trabajo social… con apenas trece años y sin ninguna experiencia actoral.
La botera pone todos esos elementos en juego y los explota con inteligencia y sensibilidad para construir un relato concreto, agudo y visceral que logra conmover sin apelar a simplificaciones ni efectismos…. refleja con lucidez titubeos, angustias y pequeñas victorias de la intimidad femenina en un entorno difícil y determinante al que se acerca sin prejuicios, con una voluntad explícita de análisis y aprendizaje.

Gaspar Zimerman en Clarín dijo:

”Aun sin un conflicto dramático intenso -una carencia frecuente en el cine argentino actual-, La botera consigue atraer porque retrata la precariedad de un sector social sin caer en las maquetas de la marginalidad, sino mostrando las carencias afectivas antes que las económicas. Tati está empezando a dejar de ser niña para convertirse en mujer en un contexto adverso, en el que deberá abrirse paso a los codazos, nadie le explicará nada y todo deberá aprenderlo de sopetón.

## Presentación en festivales
Participó del 34° Festival Internacional de Cine de Mar del Plata, de la sección Trabajos en desarrollo de la edición 33° del mismo festival, del Foro de coproducción del Festival Internacional de Guadalajara en 2017, Lobolab del 2016, Encuentro de Nuevas Miradas EICTV 2015 y del Curso de desarrollo de proyectos cinematográficos organizado por Fundación Carolina con el apoyo de Ibermedia.

## Premios y nominaciones
La película obtuvo los premios y nominaciones siguientes:
Academia de Artes y Ciencias  Cinematográficas de la Argentina 2019
- La botera, nominada al Premio Sur a la Mejor Opera Prima
- Nicole Rivadero, nominada al Premio a la Mejor Actriz Revelación.

Festival Internacional de Cine de Mar del Plata 2019
- Ganadora del Premio Argentores al Mejor Guion otorgado por Argentores.
- Ganadora del Premio a la Mejor Dirección de Arte, para Diana Orduna ortorgado por Asociación Argentina de Directores de Arte de la industria y medios audiovisuales
- Nicole Rivadero, ganadora del Premio a la Mejor Actriz Argentina entregado por la Sociedad Argentina de Gestión de Actores Intérpretes.
- Mención Especial a la Mejor Película realizada por directora latinoamericana hasta 35 años, entregado por la Federación de Escuelas de la Imagen y el Sonido de América Latina.

Festival de Málaga Cine en Español
- Ganadora en la sección Trabajos en desarrollo (Work in Progress)
- Ganadora del Biznaga de Plata a la Mejor Película Iberoamericana en la sección Zonazine
- Nicole Rivadero, ganadora del Premio a la Mejor Actriz de Cine Iberoamericano en la sección zonacine.

Festival Internacional del Nuevo Cine Latinoamericano de La Habana
- Ganadora en la sección Trabajos en desarrollo (Work in Progress)

Concurso de Desarrollo de Proyectos Raymundo Gleyzer 2015
- Ganadora.